# Chet Pickard

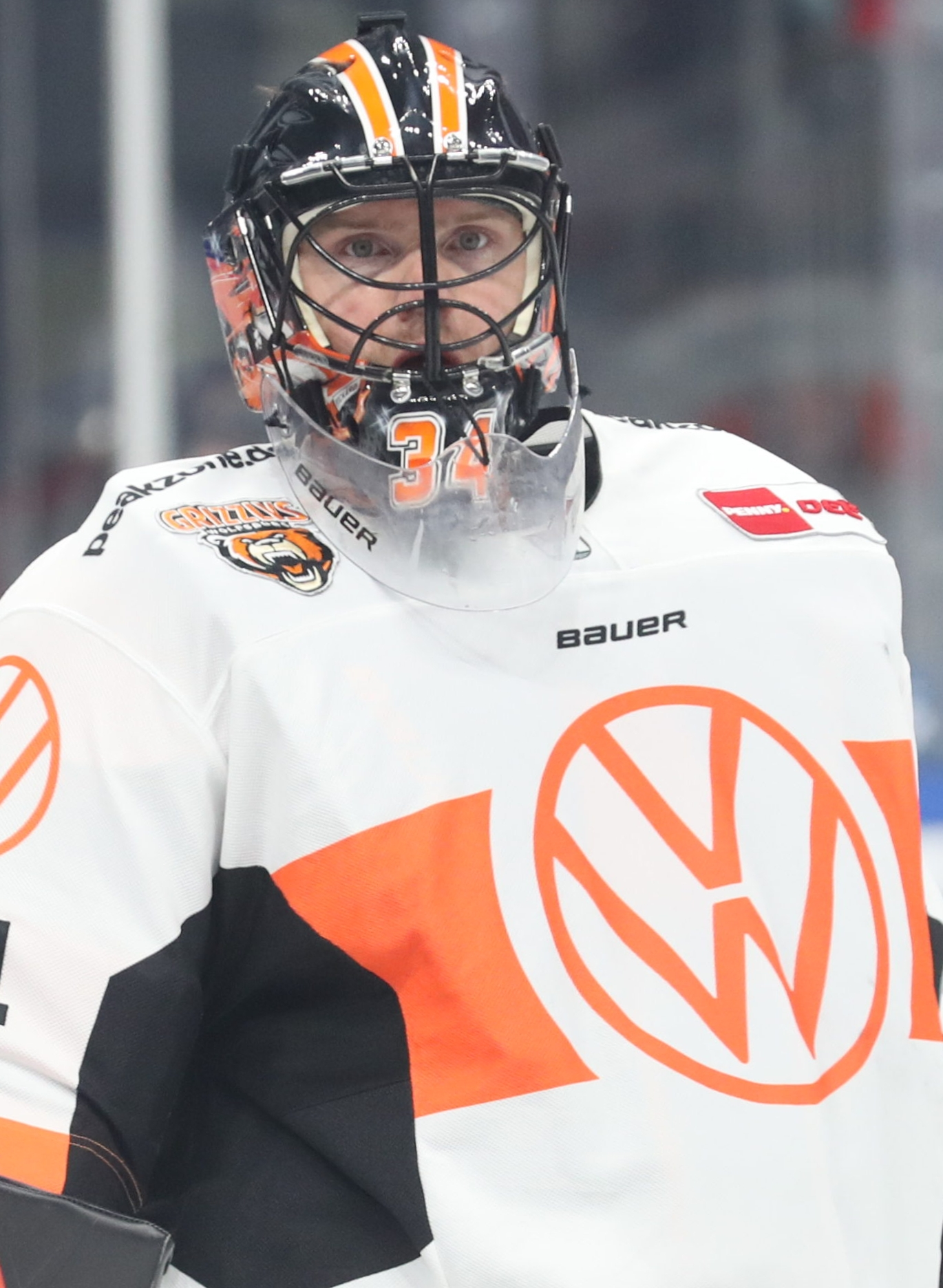
Chet Pickard (2022)

Chet Pickard, född 29 november 1989, är en kanadensisk professionell ishockeymålvakt som tidigare spelat för Djurgårdens IF i Hockeyallsvenskan. Han valdes i första rundan som 18:e spelare totalt av Nashville Predators i NHL Entry Draft 2008.
Pickard har bland annat spelat juniorhockey i WHL och spelat 36 AHL-matcher för Milwaukee Admirals. Han har en yngre bror, Calvin Pickard som också är ishockeymålvakt.